# Metropolitan Railway
La Metropolitan Railway (a volte soprannominata Met) era una ferrovia per passeggeri di Londra attiva dal 1863 al 1933. La linea principale della Metropolitan Railway partiva dalla Città di Londra, che costituisce il nucleo finanziario della capitale, e si dirigeva a nord-ovest, in quella che sarebbe diventata l'area periferica del Middlesex.

## Storia
Il primo tratto della Metropolitan Railway collegava fra loro le stazioni di Paddington, Euston e King's Cross alla Città. La prima sezione fu costruita sotto la New Road di Londra, in un'area non troppo distante dalla City che era compresa tra Paddington, King's Cross, Farringdon Road e Smithfield. La Metropolitan Railway fu aperta al pubblico il 10 gennaio 1863 ed era percorsa da carrozze di legno illuminate a gas e trasportate da locomotive a vapore. Si trattava della prima ferrovia sotterranea al mondo destinata al trasporto di passeggeri.
La linea fu presto estesa in entrambe le estremità: a nord attraverso una diramazione che parte da Baker Street, mentre l'area a sud raggiunse Hammersmith nel 1864 e Richmond nel 1877. Il tratto originale completò la Linea Circle nel 1884, ma le rotte più importanti furono quelle nord-occidentali che giungono fino alla campagna del Middlesex, che contribuirono alla formazione di nuovi sobborghi londinesi. La stazione di Harrow fu raggiunta dalla Metrolpolitan Railway nel 1880. A partire dal 1897, grazie al patrocinio del duca di Buckingham e dei proprietari dei servizi di Waddesdon Manor, la linea raggiunse dopo molti anni la Verney Junction, che si trova oltre Aylesbury, nel Buckinghamshire, a 74 chilometri da Baker Street.
La Metropolitan Railway fu elettrificata nel 1905. A partire dal 1907, la Metropolitan Railway poteva contare sulla presenza di diversi treni elettrici (tuttavia, le aree ferroviarie periferiche verranno elettrificate decenni dopo). A differenza di altre compagnie ferroviarie nell'area di Londra, la Metropolitan Railway permise lo sviluppo di terreni destinati alla costruzione di case e, dopo la prima guerra mondiale, promosse dei complessi residenziali vicino alla ferrovia che prendevano il nome di Metro-land. Il 1º luglio 1933, la Metropolitan Railway fu unita alla Underground Electric Railways Company e agli operatori di tram e autobus della capitale che formarono così il London Passenger Transport Board.
I binari e le stazioni un tempo occupati dalla Metropolitan Railway fanno oggi parte delle linee Metropolitan, Circle, District, Hammersmith & City, Piccadilly, Jubilee e Victoria della metropolitana di Londra e sono anche di proprietà della Chiltern Railways e della Great Northern Route.